# Rhizotrogus marginipes
Rhizotrogus marginipes es una especie de coleóptero de la familia Scarabaeidae.

## Distribución geográfica
Habita en Europa occidental.